# Uim
uim（ユーアイエム、英: Universal Input Method）は多言語入力メソッドフレームワークである。アプリケーションはいわゆるブリッジを通し uimを使うことができる。開発当初はim-scmであったが、Utena、uimと改名された。
以前はfreedesktop.orgにプロジェクトページがあったが、2007年にGoogle Code（現Google Developers）へ移った。2016年にGitHubに移った。

## 歴史
2002年8月、田畑悠介によって開発が開始された。当初は im-scm という名称であったが、同月すぐに utena に改名された。さらに同年9月には utena から uim へと改名が行われた。2003年4月、メンテナが徳永拓之へ交替した。
2003年6月、IPA平成15年度未踏ソフトウェア創造事業に採択された。その成果としては、以下のようなことが上げられている。まず、immodule for Qt で Qt に immmodule 機能を組込むための方針および暫定的なパッチを作成したことである。また、統合辞書管理ツール sumika については、Anthy, Canna, SKK などの辞書管理および、uim の設定などが行えるようになった。uim, sumika はいくつかのディストリビューション向けのパッケージも作られるようになったので、uim, sumika を正式なディストリビューションの一部として組込んで配布するようになったディストリビューションが登場することとなった。uim プロジェクトは同年11月に freedesktop.org に登録されたことによって、海外の開発者からも uim の対応や協力が受けられる開発環境が整備された。
2005年、再びIPAの未踏ソフトウェア創造事業に採用された。この時の開発目標は、組み込み環境向けの日本語入力環境を開発することであった。その具体的な開発内容としては、実用性を重視し、PC UNIX 環境上で既に動いている入力用ソフトウェア Anthy (かな漢字変換エンジン)、uim (入力フレームワーク) を組み込み環境向けに改良することであった。つまり、組み込みシステム上で効率の高い日本を入力環境を実現することが目標とされた。
2005年11月、プロジェクトリーダーが Yamamoto Kengo へと交代した。
開発開始から数年間の開発期間を経たのち、2005年12月には公式版となる 1.0.0 がリリースされた。

## インタフェース
現代的な多くのXアプリケーションはGTK+（現GTK）かQtで書かれているが、それらには入力メソッドを扱うモジュールであるimmoduleというライブラリフレームワークがある。それらに対応したuim-gtkやuim-qtといったライブラリがインタフェースとなり、仮名漢字変換システムをサポートする。その他に、コンソール用のブリッジuim-fep、Emacs用のブリッジuim.el、macOS用のブリッジMacUIM、XIMを使用するXのレガシーアプリケーションをサポートするuim-ximブリッジがある。

## 対応している変換エンジン
- Ajax IME[10]
- Anthy
- Canna
- ChaIME[11]
- 真字[12]
- Mozc
- PRIME
- Sj3
- SKK
- Social IME
- T-Code
- TUT-Code
- Wnn
- Yahoo かな漢字変更Web API[13]
- ベトナム語VIQR入力